# Кашмир (Крайстчерч)
Кашмир (англ. Cashmere) — южный пригород Крайстчерча на Южном острове Новой Зеландии.

## География
Кашмир расположен к северу от Порт-Хилс, у южного окончания главной улицы Крайстчерча, Коломбо-стрит. В пяти километрах к югу от центра Крайстчерча на город открывается хороший вид со смотровой площадки в парке Виктория (англ. Victoria Park), в верхней части Кашмира. Выше парка Виктория находится Шугарлоуф, вершина, высотой 496 метров, на которой установлена 119-метровая антенна ретранслятора радио- и телепередач.

## История

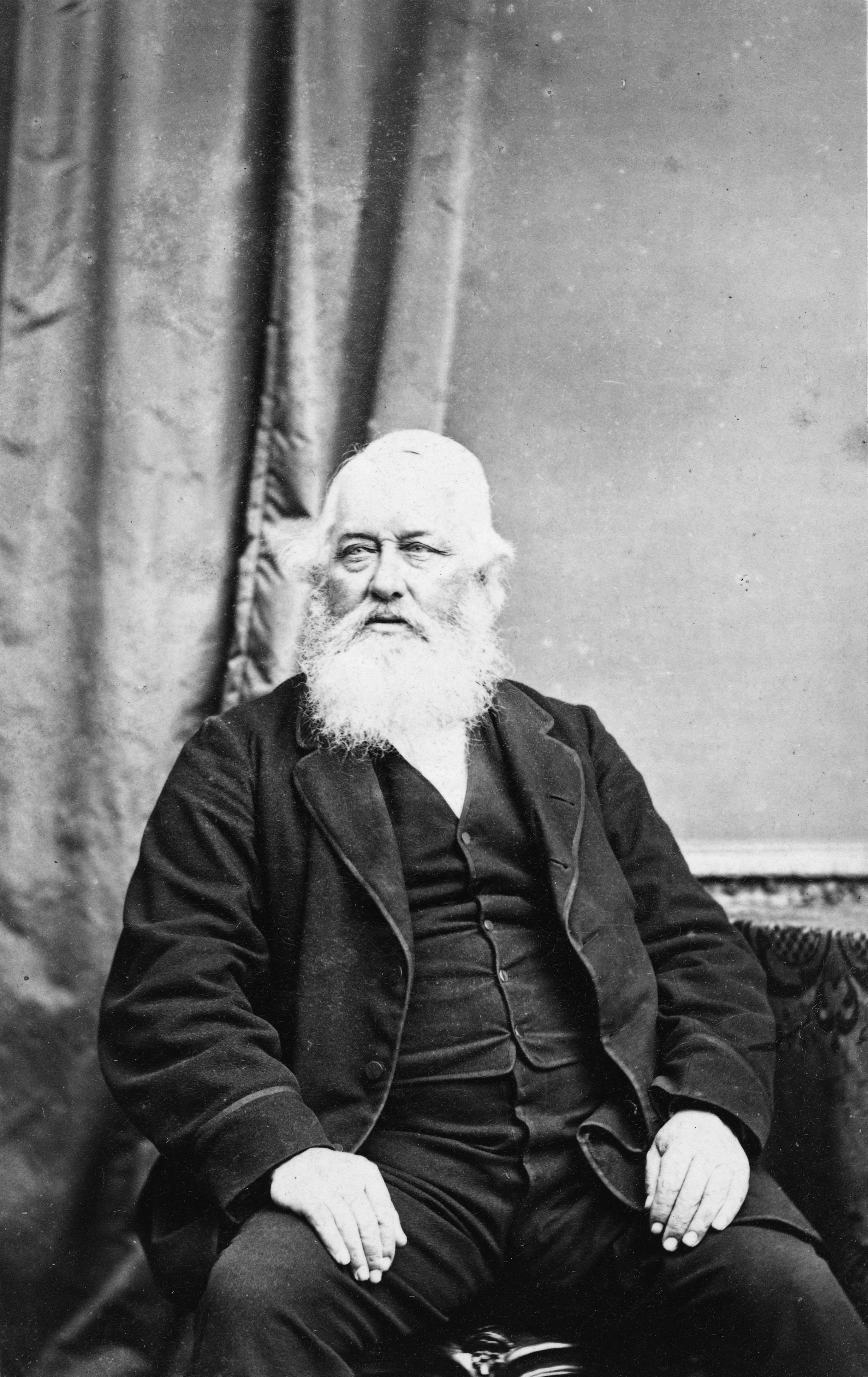
Джон Крекрофт Уилсон в 1878 году.

Кашмир получил своё название от имения Джона Уилсона, которое располагалось на территории нынешнего пригорода. Уилсон родился в Индии и назвал своё имение в честь области Кашмир, расположенной на северо-западе полуострова Индостан. Дом, который Уилсон построил для своих индийских рабочих, стал объектом культурного наследия и известен сегодня как Старый Каменный Дом (англ. The Old Stone House).
Кашмир считается одним из наиболее благополучных пригородов Новой Зеландии. По данным переписи 2006 года в Кашмире наблюдалась высокая концентрация доходов населения.

## Строения

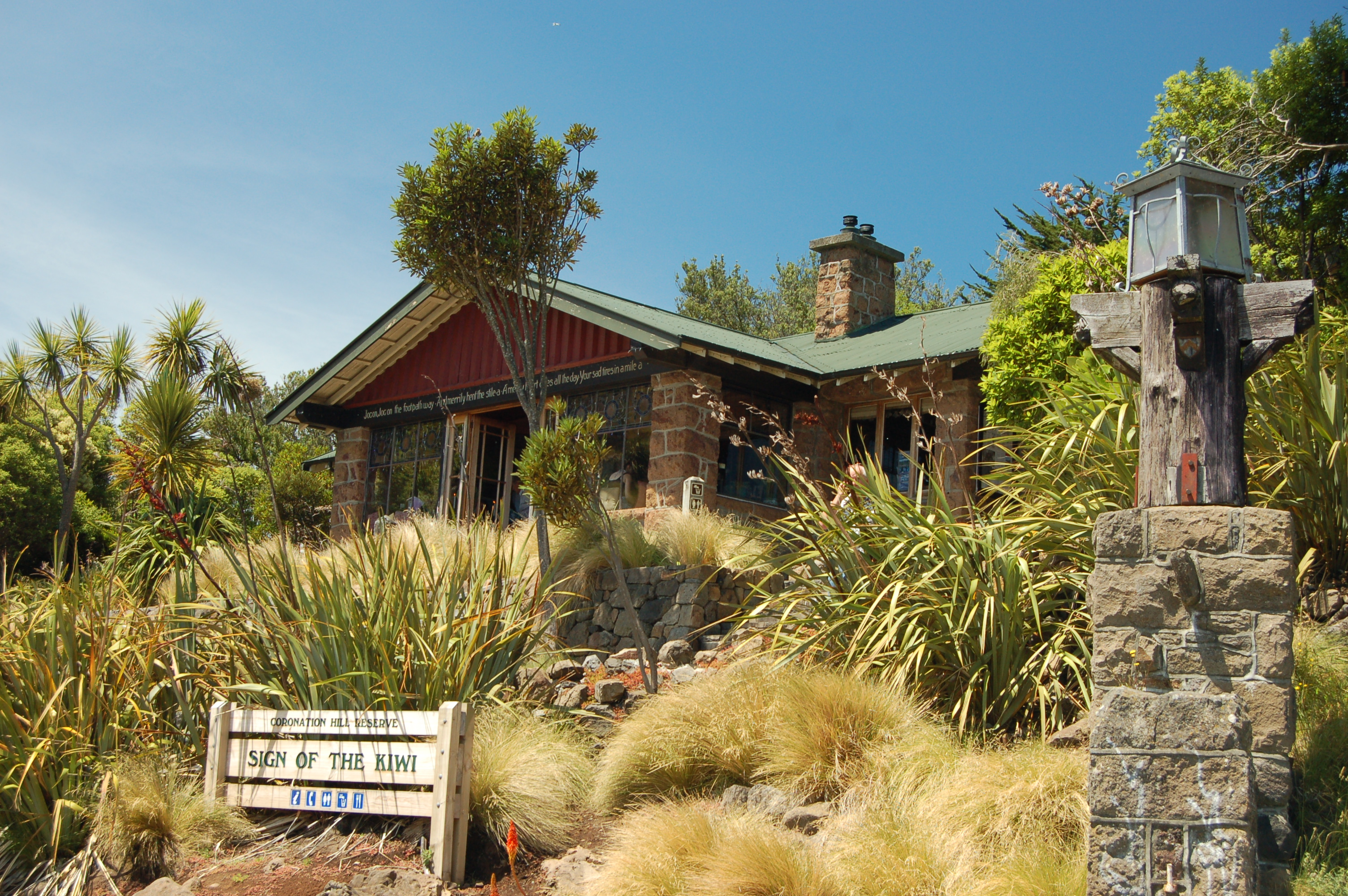
Гостиница для путешественников Sign of the Kiwi.

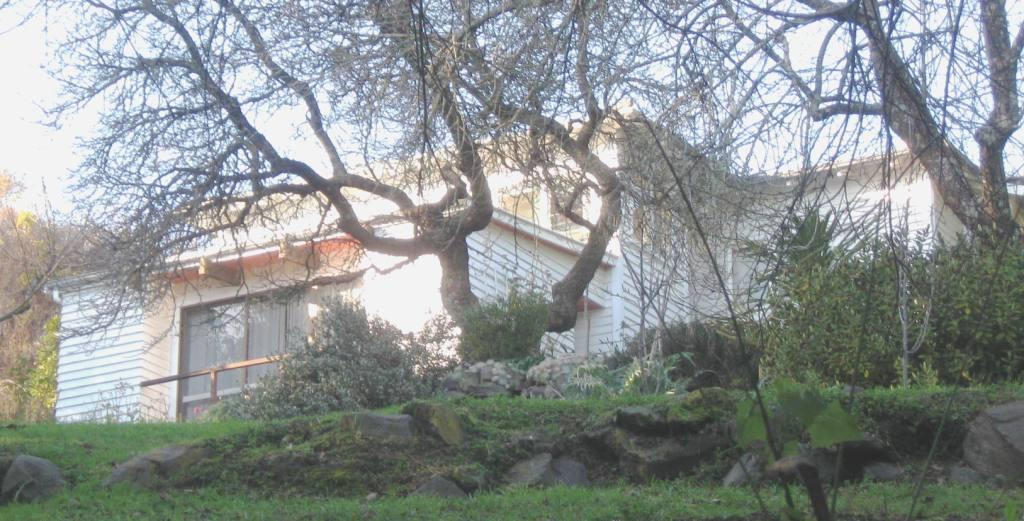
Дом Найо Марш.

В Кашмире расположены две гостиницы для путешественников Гарри Элла, Sign of the Takahe и Sign of the Kiwi. Обе гостиницы включены в список исторического и культурного наследия в ведении Фонда по охране исторических мест Новой Зеландии как объекты первой категории (Category I). На Валли-Роуд (англ. Valley Road) в бывшем доме Найо Марш действует музей её имени. Он также находится под защитой Фонда по охране исторических мест Новой Зеландии как объект первой категории.
В пригороде действуют две школы: начальная Cashmere Primary School и средняя Cashmere High School. Построенный в 1959 году Госпиталь принцессы Маргарет однажды планировалось сделать главным госпиталем Крайстчерча, но он оказался расположен слишком далеко от центра города.
Кашмирский Клуб (англ. The Cashmere Club) является базой многих спортивных команд и секций, в том числе по регби, футболу, кеглям, бадминтону, дартсу, сквошу и стрельбе из мелкокалиберной винтовки.
В пещерах Крекрофт, в Кашмире, расположен подземный комплекс инженерных сооружений The Canterbury Ring Laser, на месте бункера, построенного в ходе Второй мировой войны.

## Известные жители
- Джон Крекрофт Уилсон[англ.] (1808—1881), член парламента Новой Зеландии.
- Найо Марш (1895—1982), детективная писательница, театральный деятель. Жила на Валли-Роуд 37 с 1907 года до конца своих дней[8].